# تشظية الأشعة الكونية
تشظية الأشعّة الكونيّة (Cosmic ray spallation) هو شكل من أشكال الانشطار والتخليق النووي الطبيعي الناتج عن تأثير الأشعّة الكونيّة عالية الطاقة على الأنواع الكيميائية، ممّا يؤدّي إلى تشكّل عناصر جديدة.
عند حدوث اصطدام بين الأشعة الكونية ذات الطاقة العالية الكامنة مع الجسيمات تحدث عملية تحرّر لكمّيات كبيرة من النويّات من البروتونات والنيوترونات.
أدّت تشظية الأشعّة الكونيّة بعد الانفجار العظيم إلى حدوث وفرة في العناصر الخفيفة في الكون مثل الليثيوم والبيريليوم والبورون، بالإضافة إلى نظائر الألومنيوم والكربون والكلور والنيون. تدعي النويدات المتشكّلة بهذا الأسلوب بأنّها نويدات ذات أصل كوني.